# Ованнисян, Грайр Аветисович
Грайр Авети́сович Ованнися́н (арм. Հրայր Ավետիսի Հովհաննիսյան; 25 июля 1931, село Овуни, Ахурянский район) — армянский государственный и политический деятель.

## Биография
- 1949 — окончил среднюю школу в Ереване.
- 1949—1954 — гидротехнический факультет Ереванского политехнического института. Инженер-гидротехник. Строитель.
- 1954—1964 — работал начальником управления «Волгоградгидрострой» г. Волжский.
- 1962—1964 — начальник Волжского филиала Всесоюзного института «Оргэнергострой».
- 1964—1968 — работал ведущим специалистом на Асуанской ГЭС «Египет».
- 1968—1985 — главный инженер в Закавказском филиале треста «Гидроспецшин», а позже начальник.
- 1985—1989 — начальник объединения «Армгидроэнергострой».
- С 1989 — заместитель председателя совета министров Армянской ССР, председатель государственного комитета строительства.
- 1991—1992 — член энерго-топливного бюро при совете министров Армянской ССР.
- С 1992 — заместитель министра энергетики, а с 1993 — первый заместитель, министр энергетики и топлива Армении. Заслуженный энергетик СССР.
- 1993—1999 — занимал различные должности в сфере энергетики и градостроительства.
- 1999—2000 — был министром градостроительства Армении.
- Автор значительного числа ценных рационализаторских предложений и новых технологий, внедрённых в строительство.

## Другие данные
- Медаль «За трудовую доблесть» СССР (1961)
- Медаль «За перекрытие реки Нил» (1964)
- Медаль «Высокая плотина — первый ток» (1968)
- Памятная медаль «В честь пуска Высотной Асуанской плотины» (1968)
- Медаль Президента АРЕ «Высокая Асуанская плотина» (1970)
- Юбилейная медаль «За доблестный труд» (1970)
- Медаль «Гидроузел „Арак“» (1970)
- Орден «Знак Почёта» (1971)
- Медаль и свидетельство ВДНХ СССР об утверждении участником (1972)
- Медаль «За достигнутые успехи в развитии народного хозяйства СССР» (1973, 1978)
- Почётная грамота всесоюзного объединения «Гидроспецстрой» Министерства энергетики и электрификации СССР «За успешное окончание строительства Ахурянского гидроузла в сложных горногеологических условиях» (Москва, 1977)
- Почётная грамота ВО «Гидроспецстрой» Минэнерго СССР, (Москва, 1977)
- Почётная грамота «За заслуги в развитии единой энергетической системы России»
- Нагрудный знак «60 лет ГОЭЛРО» (1980)
- Орден Трудового Красного Знамени (1981)
- Заслуженный инженер СССР (1981)
- Медаль «Ветеран труда» за долголетний добросовестный труд (1987)
- Удостоен премии совета министров СССР за работу «Водохранилище на реке Ахурян в Армянской ССР»
- Медаль Норвержского красного креста «Строительство больницы им Ф.Нансена» (Спитак, 1989)
- Нагрудный знак «80 лет плана ГОЭЛРО».